# トスカーナ群島

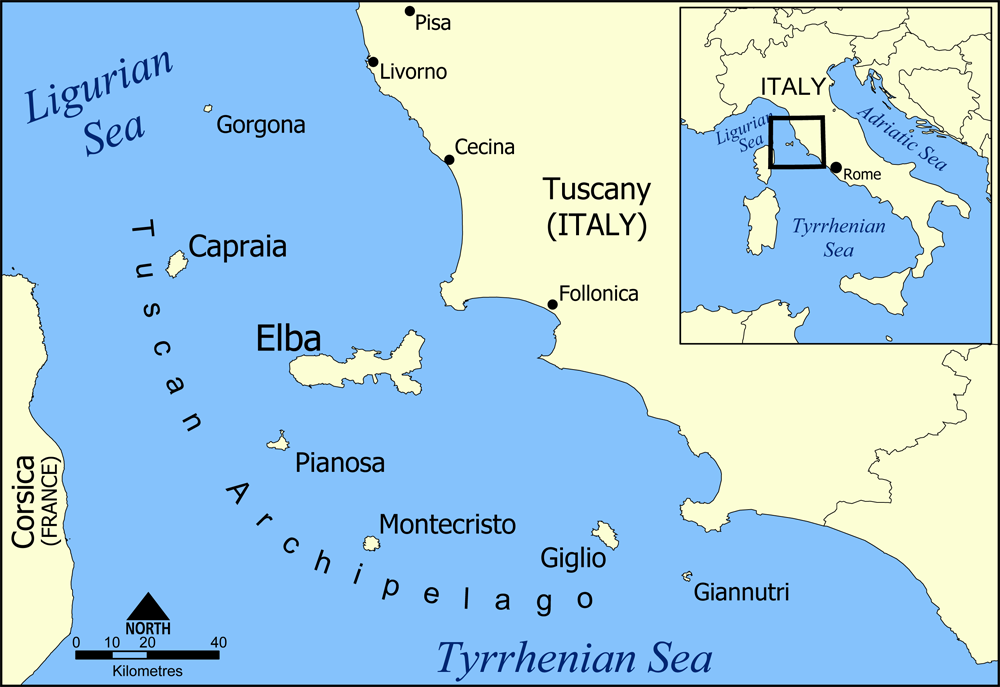
トスカーナ群島

トスカーナ群島（イタリア語: l'Arcipelago Toscano）は、イタリア共和国トスカーナ州沖合の島々の総称。ティレニア海の北部、イタリア半島とコルシカ島との間に位置する。最大の島はエルバ島。

## 地理
トスカーナ群島はティレニア海北部に位置する。エルバ島以北をリグリア海と定義することもある。
主要な島は以下の7つである（おおむね北から順に配列）。
|   | 島名             | 綴り        | 面積 km2 | 人口   |
| - | ---------------- | ----------- | -------- | ------ |
| 1 | ゴルゴーナ島     | Gorgona     | 2        | 220    |
| 2 | カプラーイア島   | Capraia     | 19       | 366    |
| 3 | エルバ島         | Elba        | 224      | 30,000 |
| 4 | ピアノーザ島     | Pianosa     | 10       | 0      |
| 5 | モンテクリスト島 | Montecristo | 13       | 0      |
| 6 | ジリオ島         | Giglio      | 24       | 1,553  |
| 7 | ジャンヌートリ島 | Giannutri   | 3        | 102    |

いずれの島も、トスカーナ群島国立公園にその一部が含まれ、保護されている。島々は常緑の硬葉樹林、地中海地域の松林、マッキア低木林、落葉性のオークやクリのある広葉樹林に覆われ、ハヤブサ、チチュウカイキクガシラコウモリ、コシアカツバメなどの固有種と絶滅危惧種が生息している。サンゴと魚類がある周辺の海域を含めて、2003年にユネスコの生物圏保護区に指定された。これらの島々は観光地としてにぎわっており、特にエルバ島やモンテクリスト島は文学や歴史で親しまれる。
行政上はトスカーナ州に属しており、ジリオ島・ジャンヌートリ島がグロッセート県の管轄であり、ほかはリヴォルノ県管下である。群島には30,000人以上が居住している。
- リヴォルノから見たゴルゴーナ島
- カプラーイア島の主要集落
- エルバ島の海岸
- ピアノーザ島の要塞
- モンテクリスト島
- ジリオ島の城塞都市
- ジャンヌートリ島の飛行場跡